# Dinar Krajina

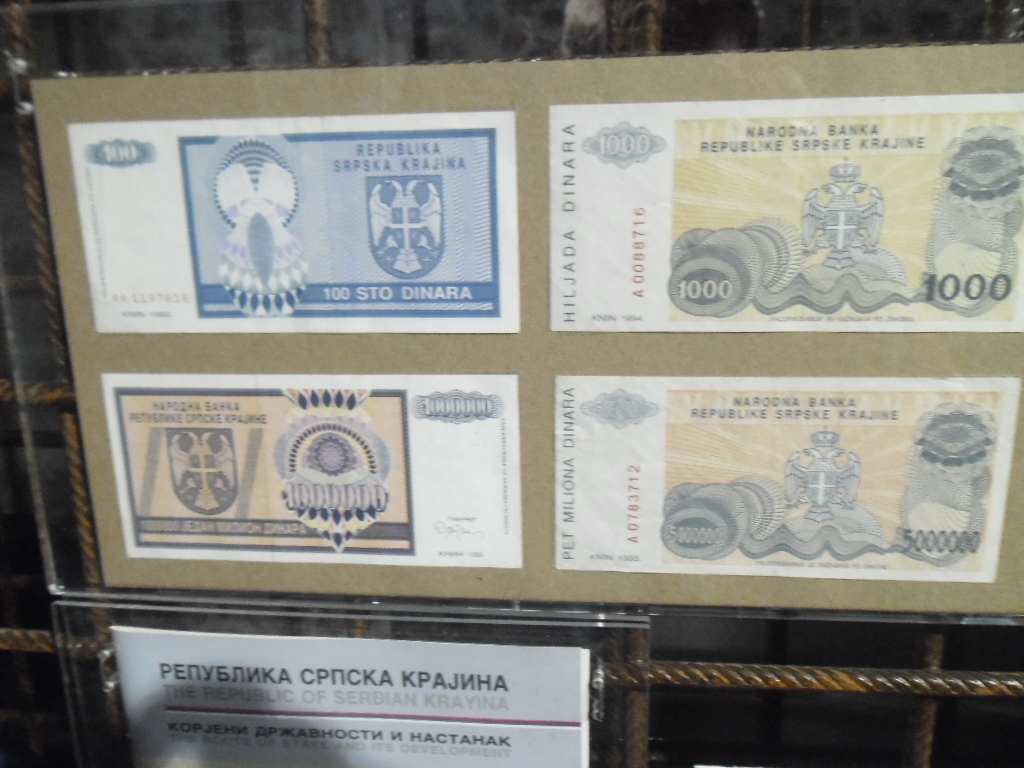

Dinarul Krajina (denumirea integrală: Dinarul Republicii Sârbe Krajina, iar în sârbă Динар Републике Српске Крајине, cu alfabetul latin: Dinar Republike Srpske Krajine) a fost valuta autoproclamatei Republici Sârbe Krajina, între 1992 și 1995.

## Istorie
S-au succedat trei versiuni diferite ale acestui dinar.
- Prima versiune a fost introdusă în iulie 1992, cu rata de schimb de 1:1 față de Dinarul iugoslav, pentru a i se da Krajinei o valută distinctă față de Dinarul croat, adoptat de Croația, după separarea acesteia de Republica Socialistă Federativă Iugoslavia, și pentru a marca astfel separarea Krajinei de Croația..
- A doua versiune a înlocuit prima versiune, cu rata de schimb de 1:1.000.000, la 1 octombrie 1993.
- Cea de-a treia versiune a înlocuit cea de-a doua, cu rata de schimb de 1:1.000.000.000, la 1 ianuarie 1994.

În cursul anului 1995, Croația a reluat controlul asupra regiunii rebele, a abolit circulația Dinarului Krajina, introducând noua sa monedă, care circula deja, în restul țării, Kuna croată.
Republica Sârbă Krajina nefiind recunoscută de comunitatea internațională, valuta sa, Dinarul Krajina nu a primit propriul său cod ISO 4217.

## Monede
Nu au fost emise monede metalice ale acestei valute.

## Bancnote
În 1991, guvernul autoproclamatei Republici Sârbe Krajina a emis bilete provizorii, tipărite pe o singură față, cu valori de 10 000, 20 000 și 50 000 dinari. Aceste bilete au fost urmate, în 1992 de cele standard de 10, 50, 100, 500, 1000 și 5000 dinari. În continuare, tot în 1992, au fost emise bancnote de către Narodna Banka Republike Srpske Krajine (Banca Națională a Republicii Sârbe Krajina) cu valori de 10 000 și 50 000 dinari. Acestea au fost urmate de bancnote de 100 000, 1 milioane, 5 milioane, 10 milioane, 20 milioane, 50 milioane, 100 milioane, 500 milioane, 1 miliard, 5 miliarde și 10 miliarde de dinari. În 1994, a fost emis al treilea dinar cu valori de 1000, 10 000, 500 000, 1 milion și 10 milioane de dinari.
Bancnotele aveau textul scris pe o față în alfabet chirilic, iar pe cealaltă față, în alfabetul latin.